# John Grogan (écrivain)
Pour les articles homonymes, voir John Grogan.
John Joseph Grogan (né le 20 mars 1957 à Détroit) est un journaliste et écrivain américain. Il est notamment connu pour son livre Marley et moi (en) (2005), adapté au cinéma.